# Tinmel
Tinmel (en árabe: تينمل‎, en lenguas bereberes: ⵜⵉⵏⵎⴻⵍ) es un pequeño pueblo de montaña en el Alto Atlas a 100 km de Marrakech, Marruecos. Tinmel fue la cuna del imperio almohade bereber, desde donde los almohades comenzaron sus campañas militares contra los almorávides a principios del siglo XII.

## Historia
Con la toma de Marrakech en 1147, Tinmel se convirtió en la capital espiritual y el centro artístico del califato almohade. En Tinmel se hallan las tumbas de los gobernantes almohades y aquí es también donde se acuñaba el dírham almohade, símbolo de su prosperidad económica.

## Mezquita de Tinmel
La mezquita de Tinmel se encuentra ubicada en las montañas del Alto Atlas del norte de África. Fue construida en 1156 para conmemorar al fundador de la dinastía almohade, Muhámmad ibn Túmart. El edificio es una de las dos mezquitas en Marruecos abiertas a los no musulmanes, la otra es la Mezquita Hassan II en Casablanca. El prototipo de la mezquita de Tinmel fue la Gran Mezquita de Taza, también construida por Abd al-Mumin. La mezquita Kutubía en Marrakech fue a su vez modelada siguiendo su estilo.
Fue destruida parcialmente durante el terremoto de magnitud 7 en la escala de Richter del 8 de septiembre de 2023 con epicentro en la provincia de Al Hauz en las cercanías de Marrakech, Marruecos.
|  |
|  |

|  |
|  |

|  |
|  |

|  |
|  |

|  |
|  |

|  |
|  |

## Patrimonio de la Humanidad
La mezquita de Tinmel fue agregada a la Lista Tentativa del Patrimonio de la Humanidad de la UNESCO el 1 de julio de 1995 en la categoría Cultural.